# メイ・マスク
メイ・マスク（Maye Musk、1948年4月19日 - ）は、 モデル・栄養士。モデルとしてのキャリアは50年以上に及び、「タイム」、「ヴォーグ」、「スポーツ・イラストレイレッド」などの表紙を飾る。
子息のひとりはイーロン・マスク。カナダ、南アフリカ共和国、アメリカ合衆国の国籍を持つ。栄養士・栄養学修士。